# Nicobarenboshoen
Het nicobarenboshoen (Megapodius nicobariensis) is een vogel uit de familie grootpoothoenders (Megapodiidae). De wetenschappelijke naam van de soort is voor het eerst geldig gepubliceerd in 1846 door Edward Blyth. Het is een kwetsbare, endemische vogelsoort van India (Nicobaren).

## Kenmerken
De vogel is 43 cm lang. Het is een roodbruin gekleurd, vrij groot boshoen. Het hoen heeft een kort kuif, een roodgekleurde, naakte huid rond het oog en groenbruine poten.

## Verspreiding en leefgebied
De soort komt voor op de Nicobaren en telt twee ondersoorten:
- M. n. nicobariensis: noordelijke en middelste Nicobaren.
- M. n. abbotti: Groot-Nicobar en Klein-Nicobar (zuidelijke Nicobaren).

Het leefgebied bestaat uit natuurlijk bos en secundair bos dat dicht in de buurt van zandstranden ligt. De broedhopen liggen meestal aan de kust. Verschillende paren maken gebruik van dezelfde broedhoop.

## Status
Het nicobarenboshoen heeft een beperkt verspreidingsgebied en daardoor is de kans op uitsterven aanwezig. De grootte van de populatie werd in 2016 door BirdLife International geschat op 750 tot 1500 volwassen individuen en de populatie-aantallen nemen af door habitatverlies. De tsunami in 2004 eiste een hoge tol. Daarnaast wordt het leefgebied aangetast door ontbossing waarbij natuurlijk bos wordt omgezet in gebied voor agrarisch gebruik. Verder versnippert het habitat door de aanleg van wegen en de winning van zand. Bovendien wordt de vogel bejaagd en worden de eieren verzameld. Om deze redenen staat deze soort als kwetsbaar op de Rode Lijst van de IUCN.